# Kiran Bechan
Winand Kiran Madhankumar Bechan (* 12. September 1982 in Amsterdam) ist ein niederländischer Fußballspieler.

## Karriere
Kiran Bechan begann seine Karriere im Jahr 2000 in seinem Heimatland bei Ajax Amsterdam, für die er allerdings nur eine Partie absolvierte und die meiste Zeit an den Zweitligisten Sparta Rotterdam ausgeliehen war. 2005 wechselte der Mittelfeldspieler zum FC Groningen. Die Saison 2006/07 verbrachte er beim Zweitligaverein FC Den Bosch. In der nächsten Saison stand er beim spanischen Zweitligisten Hércules Alicante unter Vertrag. 2009 wechselte er nach Zypern zu Ermis Aradippou. 2011 wurde der Niederländer von dem kasachischen Erstligisten FK Atyrau verpflichtet.